# Argentina i olympiska vinterspelen 1980
Argentina deltog med 13 deltagare vid de olympiska vinterspelen 1980 i Lake Placid. Ingen av landets deltagare erövrade någon medalj.